# Глостер гладиатор
Глостер гладиотор (на английски: Gloster Gladiator, или Gloster SS.37) е британски биплан изтребител. Използван е от Кралските военновъздушни сили и Кралския военноморски флот в края на 1930-те години. Това е последният използван от британците биплан изтребител, който често се е изправял срещу по-силни противници в ранните дни на Втората световна война, но въпреки това се представя добре в битка.

## Конструиране
Самолетът е създаден на базата на Глостер Гонтлет като частна авантюра на Х. П. Фоланд, за да изпълни изискванията на Спецификация F.7/30. F.7/30 изисквала максимална скорост 400 km/h, въоръжение от 4 картечници, като компаниите били насърчени да използват новия Rolls-Royce Goshawk с изпарител. Двигателят се доказал като ненадежден и Фоланд разбрал, че Гонтлет трябва да бъде променен бързо, за да отговаря на спецификацията. Новият изтребител е наречен SS.37.
SS.37 за първи път излетял на 12 септември 1934 г. Двигателят бил Bristol Mercury VIS, но скоро самолетът бил снабден с по-мощен двигател, достигайки 390 km/h, носейки четирите изискани картечници (2 синхронизирани „Vicers“ на фюзелажа и две „Levis“ под долното крило). На 3 април 1935 г. Кралските военно въздушни сили започнали оперативни изчисления, докато Глостер Еъркрафт Компъни планирали бъдещо подобрение на самолета с двигател Mercury IX и напълно затворена кабина.
Три месеца по-късно са били поръчани 23 самолета от спецификацията, наречени „Глостер гладиатор“. Следва поръчка от още 180 самолета през септември. Първата версия е наречена Mk I. Новите самолети били доставени през юли 1936 г. и започват да се използват през януари 1937 г. Скоро се появили и Mk.II, като основните разлики са малко по-мощен двигател, който задвижвал трилопатен метален винт вместо стария двулопатен дървен. „Sea Gladiator“-ът бил променен Mk.II, направен за Кралските военноморски сили. Промените били улесняваща кацането кука и малка спасителна лодка, закачена на корема на самолета.
|  | Уикипедия разполага с Портал:Авиация |